# Knud Børge Martinsen

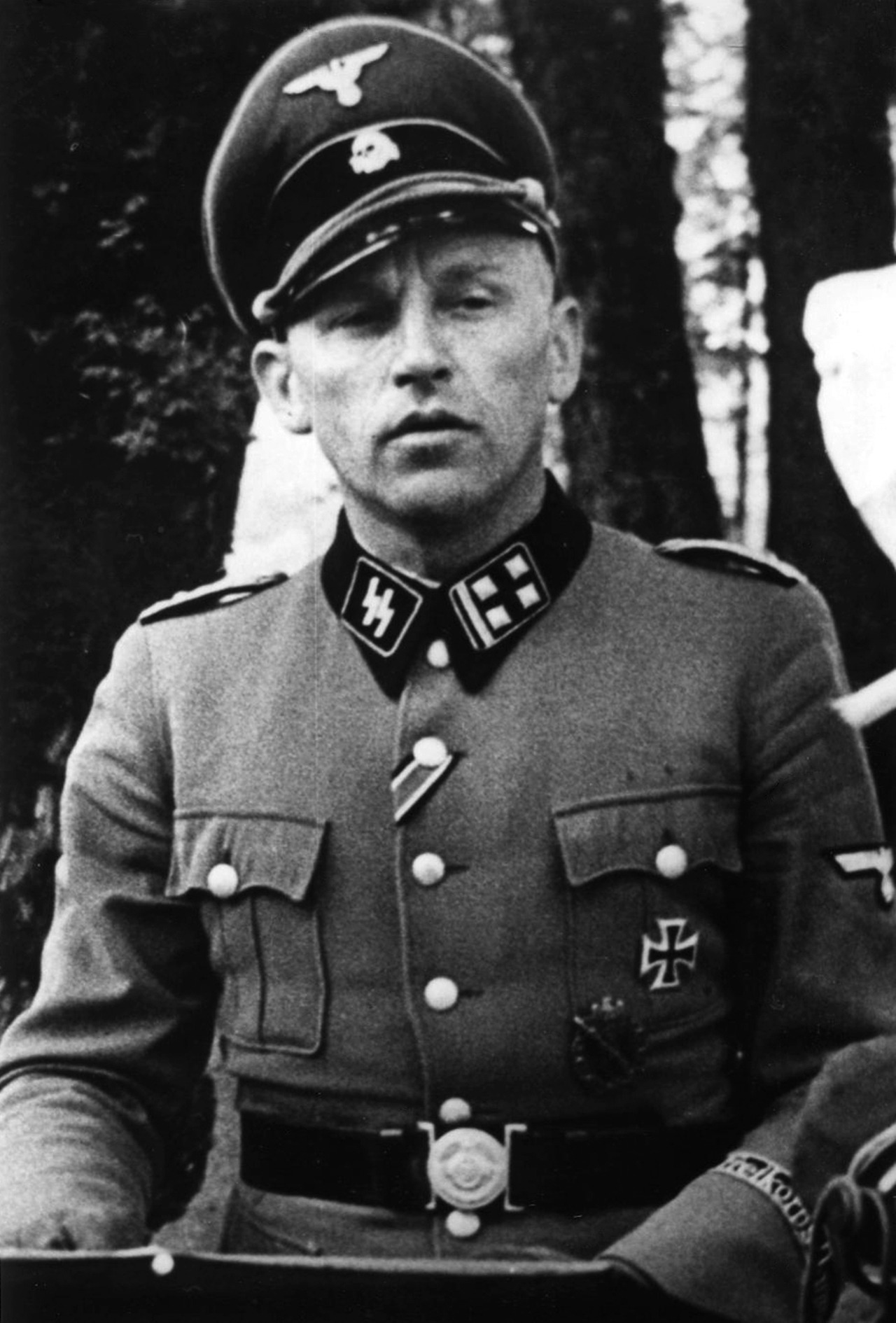
Knud Børge Martinsen als SS-Obersturmbannführer (1943)

Knud Børge Martinsen (* 30. November 1905 in Sandved; † 25. Juni 1949 in Christianshavn) war ein dänischer Offizier und als Angehöriger der Waffen-SS Kommandeur des Frikorps Danmark während des Zweiten Weltkrieges.

## Leben
Knud Børge Martinsen wurde als Sohn des Schneiders Hans Kristian Martinsen und seiner Frau Ottilia Marie von Poulsen geboren.
1928 wurde er Soldat beim Dänischen Heer (dän. Hæren) und bekleidete zehn Jahre später den Rang eines Hauptmanns. 1940 war er Teilnehmer eines Generalstabslehrgangs auf Schloss Frederiksberg.
Die deutsche Besatzung Dänemarks am 9. April 1940 war für ihn ein Schock, obgleich er am 26. Juni der DNSAP beitrat und an mehreren Parteidemonstrationen in Uniform teilnahm. Seine pro-deutsche Haltung wurde im dänischen Militär missbilligt und so trat er der Waffen-SS bei. Er befehligte die 2. Kompanie des Frikorps Danmark unter Christian Peder Kryssing und später die 4. Kompanie unter Christian Frederik von Schalburg. Zwischen Kryssings Rücktritt und von Schalburgs Ernennung war er kurz Kommandeur des Frikorps.
Zwischen dem Tod von Schalburgs und der Ernennung von Hans Albert von Lettow-Vorbeck war Knud Børge Martinsen erneut zeitweilig Kommandeur. Als von Lettow-Vorbeck nur zwei Tage nach seiner Ernennung getötet wurde, übernahm Martinsen das Kommando und blieb bis zur Auflösung des Frikorps Danmark am 20. Mai 1943 Kommandeur. Zusammen mit dem Großteil des Frikorps wurde er zur 11. SS-Freiwilligen-Panzergrenadier-Division „Nordland“ versetzt. Zum 18. Februar 1943 erreichte er den Rang eines SS-Obersturmbannführers.
Am 28. Juli 1943 kehrte er nach Dänemark zurück, um eine Rekrutierungseinheit für die Waffen-SS zu gründen und zu befehligen. Im Oktober 1944 wurde er entlassen und im Berliner Gestapo-Gefängnis festgehalten. Später wurde er zum Sicherheitsdienst versetzt, woraufhin er floh und nach Dänemark zurückkehrte.
Am 5. Mai 1945 wurde Martinsen in seinem Haus als Kollaborateur verhaftet. Des Weiteren wurden ihm zwei Morde zur Last gelegt.
Martinsen wurde zum Tode verurteilt und am 25. Juni 1949 in der Bådsmandsstræde-Kaserne im Kopenhagener Stadtteil Christianshavn durch Erschießen hingerichtet.

## Auszeichnungen
- Eisernes Kreuz (1939) II. und I. Klasse
- Infanterie-Sturmabzeichen